# Sophronica griseomarmorata
Sophronica griseomarmorata är en skalbaggsart som beskrevs av Stefan von Breuning 1966. Sophronica griseomarmorata ingår i släktet Sophronica och familjen långhorningar.
Artens utbredningsområde är Kenya. Inga underarter finns listade i Catalogue of Life.